# Ivan Barkov
Ivan Semjonovič Barkov (rus. Иван Семёнович Барков, ca. 1732 - 1768) bio je ruski pjesnik, diplomat i prevoditelj.  Barkov je najbolje poznat po svojoj nepristojnoj poeziji, koju je izvodio u vremena kada se to nije smjelo.  Njegova uporaba ruskog mata u svojim pjesmama kasnije bi postala njegovo obiležje, iako zbog shvaćanja o pristojnosti njegovo stvaralaštvo je tiskano tek dvjesto godina poslije njegove smrti.  